# Rhorus longigena
Rhorus longigena là một loài tò vò trong họ Ichneumonidae.